# Tudorella mauretanica
Tudorella mauretanica ist eine auf dem Land lebende Schnecken-Art aus der Familie der Landdeckelschnecken (Pomatiidae) in der Ordnung der Sorbeoconcha.

## Merkmale
Das rechtsgewundene, festschalige Gehäuse ist eiförmig-konisch, ein wenig bauchig. Die Größe ist geschlechtsabhängig. Die Gehäuse der Weibchen sind bis 25 mm hoch und 18,1 mm breit. Die Gehäuse der Männchen sind mit einer Höhe von maximal 19,9 mm und einer Breite von 14,65 mm deutlich kleiner. Die Gehäuse haben 5,5 bis 6 konvex gewölbte Windungen, die von einer tiefen Naht voneinander absetzt werden und rasch zunehmen. Die letzte Windung nimmt fast 75 % der Gesamtgehäusehöhe ein. Diese ist von der vorletzten Windung abgesetzt und durch einen schmalen Spalt getrennt. Der Protokonch nimmt 2 bis 2,1 Windungen ein, die glatt sind. Danach setzt eine deutliche Spiralstreifung in regelmäßigen Abständen ein, die sich mit einer feinen Radialstreifung kreuzt. Die Mündung ist in der Frontalansicht rundlich und ist in der oberen Ecke gewinkelt. Der Nabel ist klein und offen.
Das verkalkte Operkulum ist dick und besitzt nur zwei Umgänge, Der Nucleus ist exzentrisch und liegt näher zum Spindelrand hin. Es ist gelblich-orange gefärbt.
Im männlichen Geschlechtsapparat ist die Prostata kurz und bauchig. Der Penis ist U-förmig gekrümmt. Der proximale Teil ist annähernd gleichmäßig dick, der distale Teil des Penis ungefähr 2,5- bis 3-mal so lang ist wie der proximale Teil. Im weiblichen Geschlechtsapparat ist die Spermathek kurz und dünn und liegt sehr dicht an der Albumindrüse und der Kapseldrüse an. Der Weichkörper ist weißlich mit grauen Flecken am Kopf und auf beiden Seiten des Fußes.

### Ähnliche Arten
Tudorella mauretanica unterscheidet sich durch die Radula von Tudorella ferruginea. Die Seitenzähne haben nur 3 bis 5 Spitzchen, während Tudorella ferruginea 5 bis 7 Spitzchen hat. Im männlichen Geschlechtsapparat ist die Prostata bei Tudorella ferruginea spindelförmig und leicht gekrümmt, während sie bei Tudorella mauretanica kurz und bauchig ist. Vor allem unterscheiden sich beide Arten durch den unterschiedlichen Bau des Penis: bei Tudorella ferruginea ist der distale Teil nur etwa ein Drittel so lang wie der U-förmig gebogene proximale Teil, während bei Tudorella mauretanica der distale Teil ungefähr 2,5- bis 3-mal so lang ist wie der proximale Teil.

## Geographische Verbreitung und Lebensraum
Das Verbreitungsgebiet ist auf das Rif-Gebirge in Ostmarokko und Westalgerien und einige wenige Lokalitäten an der Mittelmeerküste von Spanien (Provinzen Alicante und Granada) beschränkt. Sie lebt dort in Habitaten nahe der Küste bis etwa 100 m über Meereshöhe. Die Tiere leben die meiste Zeit eingegraben in der Erde und versteckt unter Kalksteinfelsen und werden nur bei feuchtem Wetter aktiv.

## Gefährdung
Die Art wird in Spanien als „gefährdet“ eingestuft. 1996 wurde eine gefährdete Population in der Provinz Alicante erfolgreich umgesiedelt. Die einzige bisher bekannte Population in der Provinz Granada ist stark gefährdet. 2009 wurden nur noch zwei lebende Exemplare gefunden, ansonsten nur noch Leergehäuse. Auch in der Provinz Alicante sind von früher 11 bekannten Populationen bereits vier erloschen.

## Taxonomie
Das Taxon wurde 1899 von Paul Pallary als Cyclostoma mauretanicum aufgestellt. Als Publikationsdatum erscheint in der Literatur meist 1898; der 46. Band des Journal de Conchyliologie" für das Jahr 1898 erschien jedoch erst 1899. Die spanischen Populationen wurden meist mit Tudorella sulcata identifiziert und erst vor kurzem mit dieser Art identifiziert. Die Fauna Europaea akzeptiert Tudorella mauretanica als eigenständige Art.

## Belege